# غونزالو راولر
غونزالو راولر (بالإسبانية: Gonzalo Lauler)‏ (14 يناير 1989 في تشيلي - ) هو مدرب كرة قدم ولاعب كرة قدم تشيلي في مركز الدفاع. لعب مع A.C. Barnechea ‏.

## وصلات خارجية
- غونزالو راولر على موقع قاعدة بيانات كرة القدم.إي يو (الإنجليزية)
- غونزالو راولر على موقع Soccerway.com (الإنجليزية)
- غونزالو راولر على موقع AS.com (الإسبانية)